# East (circonscription électorale européenne)
Pour les articles homonymes, voir East.
East est une circonscription électorale irlandaise de 2004 à 2014. Elle permet d'élire quatre membres du Parlement européen. L'élection se fait suivant un scrutin proportionnel plurinominal avec scrutin à vote unique transférable.

## Histoire et frontières
La circonscription est créée pour les élections de 2004, en remplacement de la circonscription de Leinster. De 2004 à 2009, elle comprend les comtés de Leinster, à l'exclusion de la circonscription de Dublin. Pour l'élection de 2009, les comtés de Longford et Westmeath sont transférés vers la North-West. Elle comprend alorsles comtés Carlow, Kildare, Kilkenny, Laois, Louth, Meath, Offaly, Wexford et Wicklow.
Pour les élections de 2014, la circonscription est supprimée et la partie nord (Kildare, Laois, Louth, Meath, Offaly) transférée dans la nouvelle circonscription de Midlands–North-West et la partie méridionale (Carlow, Kilkenny, Wexford, Wicklow) transférée à la circonscription South.

## Députés
Note : Les colonnes de ce tableau sont utilisées uniquement à des fins de présentation et aucune importance ne doit être attachée à l'ordre des colonnes. Pour plus de détails sur l'ordre dans lequel les sièges ont été remportés à chaque élection, voir les résultats détaillés de cette élection.

## Élections européennes de 2009
| Parti | Parti              | Candidat           | %    | Comptage | Comptage | Comptage | Comptage | Comptage | Comptage | Comptage |
| Parti | Parti              | Candidat           | %    | 1        | 2        | 3        | 4        | 5        | 6        | 7        |
| --- | ------------------ | ------------------ | ---- | -------- | -------- | -------- | -------- | -------- | -------- | -------- |
| | Fine Gael          | Mairead McGuinness | 25,7 | 110 366  |          |          |          |          |          |          |
| | Parti travailliste | Nessa Childers     | 18,3 | 78 338   | 78 914   | 80 145   | 84 198   | 86 654   | 89 355   | 102 220  |
| | Fianna Fáil        | Liam Aylward       | 17,4 | 74 666   | 74 866   | 75 124   | 76 295   | 77 044   | 99 236   | 103 605  |
| | Fine Gael          | John Paul Phelan   | 14,4 | 61 851   | 63 590   | 64 169   | 67 972   | 69 608   | 70 846   | 76 960   |
| | Sinn Féin          | Kathleen Funchion  | 6,2  | 26 567   | 26 647   | 27 132   | 29 305   | 43 085   | 44 422   |          |
| | Fianna Fáil        | Thomas Byrne       | 7,2  | 31 112   | 31 264   | 31 480   | 32 276   | 33 383   |          |          |
| | Sinn Féin          | Tomás Sharkey      | 4,9  | 20 932   | 21 034   | 21 461   | 23 954   |          |          |          |
| | Libertas Ireland   | Raymond O'Malley   | 4,3  | 18 557   | 18 728   | 19 396   |          |          |          |          |
| | Sans étiquette     | Paddy Garvey       | 0,7  | 2 934    | 2 945    |          |          |          |          |          |
| | Sans étiquette     | Jim Tallon         | 0,6  | 2 412    | 2 425    |          |          |          |          |          |
| | Sans étiquette     | Micheál E, Grealy  | 0,4  | 1 514    | 1 523    |          |          |          |          |          |
| Électorat : 778 502 Valide : 429 249 Non valide : 13 042 (2,9 %) Quota : 107 313 Participation : 442 291 (56,8 %) |                    |                    |      |          |          |          |          |          |          |          |

## Élections européennes de 2004 en Irlande
| Parti | Parti                               | Candidat           | %    | Comptage | Comptage | Comptage | Comptage | Comptage | Comptage | Comptage |
| Parti | Parti                               | Candidat           | %    | 1        | 2        | 3        | 4        | 5        | 6        | 7        |
| --- | ----------------------------------- | ------------------ | ---- | -------- | -------- | -------- | -------- | -------- | -------- | -------- |
| | Fine Gael                           | Mairead McGuinness | 25,2 | 114 249  |          |          |          |          |          |          |
| | Fianna Fáil                         | Liam Aylward       | 15,1 | 68 206   | 68 271   | 68 756   | 70 735   | 73 217   | 78 126   | 110 758  |
| | Fine Gael                           | Avril Doyle        | 15,3 | 69 511   | 70 056   | 71 159   | 74 429   | 80 523   | 86 220   | 91 046   |
| | Parti travailliste                  | Peter Cassells     | 13,1 | 59 158   | 59 264   | 60 231   | 63 119   | 70 509   | 79 901   | 83 981   |
| | Fianna Fáil                         | Séamus Kirk        | 10,0 | 45 454   | 45 514   | 46 173   | 47 869   | 49 629   | 53 933   |          |
| | Sinn Féin                           | John Dwyer         | 8,7  | 39 356   | 39 386   | 40 258   | 43 021   | 46 547   |          |          |
| | Parti vert                          | Mary White         | 5,6  | 25 576   | 25 644   | 27 093   | 30 437   |          |          |          |
| | Sans étiquette                      | Justin Barrett     | 2,4  | 10 997   | 11 019   | 12 023   |          |          |          |          |
| | Sans étiquette                      | Clifford T, Reid   | 2,4  | 10 692   | 10 718   | 12 032   |          |          |          |          |
| | Fathers Rights-Responsibility Party | Liam Ó Gógáin      | 0,8  | 3 407    | 3 418    |          |          |          |          |          |
| | Sans étiquette                      | Seanán Ó Coistín   | 0,7  | 3 130    | 3 141    |          |          |          |          |          |
| | Sans étiquette                      | Eoin Dubsky        | 0,4  | 1 955    | 1 960    |          |          |          |          |          |
| | Sans étiquette                      | Joe Neal           | 0,3  | 1 487    | 1 492    |          |          |          |          |          |
| Électorat : 806 598 Valide : 453 178 Non valide : 18 717 (3,9 %) Quota : 113 295 Participation : 471 895 (58,5 %) |                                     |                    |      |          |          |          |          |          |          |          |